# لاوریتس فولرت
لاوریتس فولرت (آلمانی: Laurits Follert؛ زادهٔ ۱۰ آوریل ۱۹۹۶) قایقران روئینگ اهل آلمان است.
وی در مسابقات کشوری و بین‌المللی در مجموع برندهٔ ۱ مدال طلا شده‌است.